# Энтри-Риус (микрорегион)

Энтри-Риус на карте.

Энтри-Риус (порт. Microrregião de Entre Rios) — микрорегион в Бразилии, входит в штат Баия. Составная часть мезорегиона Северо-восток штата Баия. 
Население составляет 115 524 человека (на 2010 год). Площадь — 4376,031 км². Плотность населения — 26,40 чел./км².

## Демография
Согласно сведениям, собранным в ходе переписи 2010 г. Национальным институтом географии и статистики (IBGE), население микрорегиона составляет:						
| Полное население                             | Полное население                             | Полное население                             | Полное население                             | 115 524 |
| -------------------------------------------- | -------------------------------------------- | -------------------------------------------- | -------------------------------------------- | ------- |
| в том числе:                                 | Городское население                          | 65 839                                       | Процент городского населения, %              | 56,99   |
|                                              | Сельское население                           | 49 685                                       | Процент сельского населения, %               | 43,01   |
|                                              | Мужское население                            | 57 610                                       | Процент мужского населения, %                | 49,87   |
|                                              | Женское население                            | 57 914                                       | Процент женского населения, %                | 50,13   |
| Плотность населения, чел/км²                 | Плотность населения, чел/км²                 | Плотность населения, чел/км²                 | Плотность населения, чел/км²                 | 26,40   |
| Население микрорегиона в % к населению штата | Население микрорегиона в % к населению штата | Население микрорегиона в % к населению штата | Население микрорегиона в % к населению штата | 0,82    |

## Статистика
- Валовой внутренний продукт на 2003 год составляет 513 765 400,00 реалов (данные: Бразильский институт географии и статистики).
- Валовой внутренний продукт на душу населения на 2003 год составляет 4588,85 реалов (данные: Бразильский институт географии и статистики).
- Индекс развития человеческого потенциала на 2000 год составляет 0,609 (данные: Программа развития ООН).

## Состав микрорегиона
В составе микрорегиона включены следующие муниципалитеты:
1. Кардеал-да-Силва
2. Конди
3. Энтри-Риус
4. Эспланада
5. Жандаира